# Буги-вуги (музыка)
Буги-вуги (англ. boogie-woogie или просто буги, boogie) — фортепианный стиль. Инструментальные пьесы в этом стиле порой успешно исполнялись и оркестрами. Сама эта музыка появилась ещё до того, как ей было дано такое необычное название.

## История
Полнозвучный[прояснить] стиль буги-вуги появился в начале XX века из-за необходимости нанимать пианистов взамен оркестров в недорогих кафе типа «хонки-тонк», в барах типа «barrelhouse» и прочих местах, где развлекали публику на вечеринках и приёмах. В этот период, после того, как мир познакомился с первыми записями «Original Dixieland Jazz Band», в моду начала входить синкопированная, энергичная музыка, получившая название «джаз». В тон этому течению менялась и манера игры салонных музыкантов, исполнявших до этого спокойную и тихую музыку. Чтобы заменить целый оркестр, пианисты изобретали разные способы ритмичной игры. К тому времени уже весьма популярными стали исполнители рэгтайма, первыми применившими приём так называемого «страйд-пиано», когда левая рука совершает постоянные прыжки по клавиатуре, беря то басовую ноту, то соответствующий ей аккорд.
Параллельно этой манере возникает стиль «barrel-house»-пиано, который можно было встретить в сельских придорожных закусочных. Эта школа выросла из других корней и развивалась в ином направлении, чем страйд. Этот стиль можно определить как примитивный джаз, исполняемый на фортепиано. Его представляли тысячи музыкантов-самоучек, нашедших свои способы извлекать музыку из «волшебного ящика». В большинстве своём ими были темнокожие американцы, игравшие вечерами для развлечения бедняков, обычно в большом амбаре (или под каким-нибудь навесом), превращённом в кабаре, куда приходили выпить и потанцевать после трудового дня. Они являлись предшественниками пианистов-южан, которых называли джук (англ. jook «автоматические пальцы»).
Для пианистов кабаре музыка не была основным занятием и, как правило, их игра не блистала совершенством. Технику они выработали для себя сами, изыскивая приёмы для исполнения той музыки, которая им нравилась. Редко кто из них ориентировался более чем в двух или трёх тональностях, большинство знало лишь одну, обычно фа мажор или соль мажор. Эти пианисты не могли точно воспроизвести мелодию и, конечно, были не в состоянии исполнить рэгтайм или пьесу в стиле страйд. Публика требовала от них подходящей для танцев чётко ритмичной музыки. Такая музыка брала начало в негритянской народной традиции, и к началу XX века эти пианисты играли преимущественно блюз. Таким образом, на смену гитаре или банджо, сопровождавшим ранних певцов блюза, пришло фортепиано. Причём пианисты играли блюз быстрее и ритмичнее, так как они аккомпанировали танцорам. В остальном блюз остался прежним.
Представители этого направления пробовали подражать звуку трёх гитар: одна из которых играла аккорды, другая мелодии и третья басовую партию. Постоянно продвигаясь в этом направлении, движимые поставленной сверхзадачей получить оркестровое звучание подручными средствами фортепиано, пионеры-виртуозы и создали неповторимый колоритный стиль буги-вуги.
С самого начала буги-вуги был наиболее привлекательной музыкальной формой для тех, для кого традиционная техника фортепиано была совершенно незнакомой. Свои творческие импульсы они черпали из других, порой не менее фундаментальных областей творческого процесса. Так, например, Джимми Янси и Пайнтоп Смит начинали танцовщиками и исполнителями степа. Альберт Эммонс и Пит Джонсон до фортепиано играли на барабанах. Жизнеописания многих пионеров буги-вуги свидетельствуют, что большинство из них начинало самоучками, впервые севшими за фортепиано чаще всего случайно, на какой-нибудь вечеринке.
Большинство композиций в стиле буги-вуги построено на блюзовой последовательности аккордов с остинатным повторением. Характерное чувство восьми ударов в такте — визитная карточка этого стиля.
При этом левая рука пианиста постоянно находилась почти на одном месте клавиатуры. Для этого не требовалось никакой бриллиантовой пассажной техники — главное заключалось в безошибочном чувстве ритма и физической силе, с которыми восьмидольный ритм создавал непрерывный вал движения. Правая рука музыканта, независимая от того, что играет левая, приобретала полную свободу в создании мелодических линий, и ей также не требовалось многое из арсенала традиционной техники. Правой рукой обыгрывались исключительно простые, но выразительно ритмизованные фигуры, либо энергично высекались аккорды, практически независимо от лавинного ритма левой руки. И из этого полного попрания всех правил традиционной европейской техники возникла новая, не менее виртуозная и специфичная техника исполнения. Лавина грохочащих звуков в «Honky Tonk Train Blues», блестяще исполненного Мидом Люкс Льюисом, создаёт впечатление, что играют два музыканта и приводит к выводу о том, что никакой техникой классического типа добиться подобного эффекта невозможно. Порой буги-вуги напоминает звуки африканской мбилы, большого инструмента, похожего на ксилофон или маримбу.
Исследователи отмечают появление первых рисунков для левой руки, похожих на то, что впоследствии стали называть буги-вуги, ещё в конце XIX века у ранних пианистов рэгтайма. А первая публикация, связанная с применением так называемого «гуляющего баса» (Walkin’ Bass), датируется 1909 годом в пьесе «Rag Medley» пианиста по прозвищу Blind Boone. Позднее, в 1913 году, появились записи с подобными рисунками в пьесе Арти Мэтьюза «Ragtime Rag». Пианист Джордж Томас под псевдонимом Клэй Кастер (Clay Custer) выпустил в 1923 году запись пьесы «Rocks». Таким образом, можно видеть, что буги-вуги зародились как ответвление техники рэгтайма, хотя и совершенно отличаются от него техникой исполнения. Сам термин «Boogie Woogie» вошёл в обиход как обозначение танца под аккомпанемент фортепиано в 1928 году, когда вышла запись пьесы «Pine Top’s Boogie Woogie» пианиста по имени Pine Top Smith.
Первое поколение пианистов, сознательно ориентированных на буги-вуги, начало формироваться в конце 1920-х годов. Среди них были такие виртуозы как Ромео Нельсон (англ. Romeo Nelson), Артур Монтана Тэйлор (англ. Arthur Montana Taylor) и Чарлз Эвери (англ. Charles Avery). В течение 1930-х строгая форма блюза использовалась больше в джазовых записях, поскольку темп композиций всё время убыстрялся. С годами, в начале 1940-х, примитивная блюзовая форма буги-вуги видоизменилась в танец, буги-вуги стал популярной причудой.
Повальное увлечение буги-вуги в этот период истории джаза музыкальные историки относят на счёт огромной популярности Мида Люкса Льюиса (Meade Lux Lewis). На протяжении всех 1940-х влияние танцевальной формы буги-вуги наблюдалось во множестве аранжировок, исполнявшихся биг-бэндами.
Свинговые оркестры снискали большой успех, когда стали добавлять элементы буги-вуги, как, например, в композициях Уилла Брадли (Will Bradley) «Beat Me Daddy, Eight To The Bar» или Томми Дорси (Tommy Dorsey) «Boogie Woogie».
К числу наиболее популярных исполнителей, которые играли в период увлечения этим стилем, выделяются несколько музыкантов, оказавших наибольшее влияние и сделавших наибольший вклад в развитие буги-вуги. Среди них Джей Макшенн, Пайнтоп Смит (Pine Top Smith), Альберт Аммонс (Albert Ammons), Джимми Янкей (Jimmy Yancey), Джо Салливан (Joe Sullivan), Кларенс Лофтон (Clarence Lofton), Пит Джонсон (Pete Johnson) и вышеупомянутый Мид Люкс Льюис (Meade Lux Lewis).
В более поздние годы в качестве младшего поколения исполнителей буги-вуги получили известность Фредди Слак (Freddie Slack), Клео Браун (Cleo Brown) и Боб Зерк (Bob Zurke), Ladyva.
Основанный на блюзе стиль буги-вуги позже слился со страйд-стилем (stride style), ставшим главной линией развития джазовой игры на фортепиано, формой, которая привела к главному движению джаза во главе с «Fatha» (Батей) Эрлом Хайнсом (Earl Hines).